# Seconds Out
Seconds Out – koncertowy album grupy Genesis, wydany w roku 1977. Nagrania pochodzą z koncertów w Paryżu w 1976 (jedynie kompozycja Cinema Show) i w 1977 roku (cała reszta materiału).

## Lista utworów

### CD 1
1. "Squonk" – 6:39
2. "The Carpet Crawlers" – 5:27
3. "Robbery, Assault and Battery" – 6:02
4. "Afterglow" – 4:29
5. "Firth of Fifth" – 8:56
6. "I Know What I Like (In Your Wardrobe)" – 8:45
7. "The Lamb Lies Down on Broadway" – 4:59
8. "The Musical Box (Closing Section)" – 3:18

### CD 2
1. "Supper's Ready" – 24:33
2. "The Cinema Show" – 10:58
3. "Dance on a Volcano" – 4:24
4. "Los Endos" – 7:14

## Twórcy
- Tony Banks – instrumenty klawiszowe
- Phil Collins – śpiew, perkusja, instrumenty perkusyjne
- Steve Hackett – gitara
- Mike Rutherford – gitara basowa, gitara
- Chester Thompson – perkusja
- Bill Bruford – perkusja